# 1964年東京オリンピックのスイス選手団
1964年東京オリンピックのスイス選手団（1964ねんとうきょうオリンピックのスイスせんしゅだん）は、1964年10月10日から10月24日にかけて日本の首都東京で開催された1964年東京オリンピックのスイス選手団、およびその競技結果。

## 概要
今大会は金メダル1個、銀メダル2個、銅メダル1個の合計4個のメダルを獲得した。

## メダル
| メダル | 選手名           | 競技 | 種目           |
| ------ | ---------------- | ---- | -------------- |
| 銀     | エリック・ヘンニ | 柔道 | 男子68kg以下級 |